# خنیفس
خنیفس (به عربی: خنیفس) یک روستا در سوریه است که در ناحیه مرکزی سلمیه واقع شده‌است. خنیفس ۲٬۵۷۰ نفر جمعیت دارد.